# استیونج
استیونج (به انگلیسی: Stevenage) شهری در منطقهٔ منچستر-لیورپول کشور انگلستان است که این کشور خود بخشی از بریتانیا محسوب می‌شود. این شهر در سال ۱۹۹۱ میلادی ۷۶٫۰۶۴ نفر جمعیت داشته و در سرشماری سال ۲۰۰۱ جمعیت آن به ۸۱٫۴۸۲ نفر رسیده‌است. میزان رشد سالانهٔ جمعیت استیونج ‎-۰٫۲۸ درصد می‌باشد و جمعیت این شهر در سال ۲۰۱۲ به ۷۹٫۰۲۳ نفر تغییر یافت.